# Piotr Strzyżewski
Piotr Strzyżewski (lub Strzyżowski) (ur. 29 czerwca 1777, zm. 6 stycznia 1854) – pułkownik, jeden z dowódców wojen napoleońskich oraz powstania galicyjskiego przeciw Austrii.

## Życiorys
Urodził się 29 czerwca 1777 r. w ziemi sandomierskiej, w rodzinie Jacka Strzyżewskiego – regenta sądu pierwszej instancji Jurysdykcji Marszałkowskiej Koronnej. Był uczniem Szkoły Rycerskiej.
Walczył w 1794 r. w insurekcji kościuszkowskiej, w 16 pułku piechoty, w stopniu chorążego i awansował na stopień porucznika. Brał udział pod Zegrzem, na Marymoncie i Czerniakowie. Po upadku powstania, przebywał w warszawskim towarzystwie kasztelanowej Lanckorońskiej w Warszawie.
Gdy Napoleon I Bonaparte przybył 26 listopada 1806 roku do Poznania, Piotr Strzyżewski był delegatem Polaków z Galicji i wygłosił z niezwykłym ogniem przemówienie, które ujęło cesarza. Wyznał on, że jest mile zaskoczony gorącym patriotyzmem Polaków, którzy w tej wojnie, wielkiej i świętej, mogą odzyskać niepodległość. Wstąpił do pułku kawalerii krakowskiej Męcińskiego jako szef szwadronu. Organizował pułk w Żarkach. W dniu 1 kwietnia 1807 r. szwadron Strzyżewskiego został wcielony do 3 pułku, który wziął udział w walkach pod Wałami, Jedwabnem i Pasymem 13 kwietnia 1807 r.
Po rozpoczęciu wojny 1809 roku wraz z innymi pułkami kawalerii skupiony na południe od Warszawy, wziął udział w bitwie pod Raszynem 19 kwietnia, podczas której doznał kontuzji głowy. W natarciu na Galicję wraz ze swoim szwadronem w grupie gen. Pelletiera uczestniczył w blokadzie, a potem zdobyciu Zamościa. W ramach wojny polsko-austriackiej oraz marszu spod Zamościa (21 maja 1809) i wejścia do Galicji, Piotr Strzyżewski 27 maja 1809 r. ze swoim oddziałem ruszył na południe, w kierunku na Sokala na Lwów. Strzyżewski z oddziałem przebywał we Lwowie 28–29 maja, gdzie otrzymał instrukcje od Aleksandra Rożnieckiego, potem skierował się na Busk, Brody, Złoczów. Prezesem polskiego rządu złoczowskiego mianował Tomasza Dąbskiego, a wiceprezesem Kownackiego.
Wraz z prezesem Michałem Konopką i z wiceprezesem Zabilskim oraz chorążym krzemienieckim Gabrielem Rzyszczewskim, z 300 konnymi, a także z oddziałami kawalerii hr. Marcina Tarnowskiego (60 ludzi), Józefem Dwernickim, który przywiódł 100 ochotników, hr. Adamem Potockim ze 200 konnymi, hr. Dulskim oraz Augustynem Trzecieskim, każdy ze 100 ludźmi. P. Strzyżewski pospieszył na uczynione od obywateli wezwanie do Tarnopola (tam nominował miejscowe władze cyrkułowe). Organizacją piechoty miał w Tarnopolu zająć się Józef Marchocki. Miał być formowany batalion strzelców. W sumie oddział Strzyżewskiego liczył ok. 1200 ludzi, nie licząc formującej się piechoty. Do miasta powstańczego zdążały oddziały piesze i konne, z cyrkułów stryjskiego i samborskiego, zorganizowane przez kpt. Piotra Terleckiego z Bobrownik.
Dowodził kampanią 1809 r. przeciw Austrii pod Tarnopolem, Wieniawką, Chorostkowem, Brzeżanami, Adamówką i Zaleszczykami, gdzie doszło do bitwy przeciw gen. Bickingowi w dniu 18 czerwca 1809 r. Po kapitulacji Bickinga, Strzyżewski ogłosił rozkaz dzienny, w którym dziękował wojsku za odwagę. Wymienił odznaczających się. Dowódcą artylerii mianował sierż. Jaszczułta. Potem Strzyżewski z polskim korpusem ruszył w kierunku Mariampola nad Dniestrem, gdzie chciał się przeprawić i pomaszerować na Stanisławów. Do zawarcia pokoju stanął Strzyżewski kwaterą w Monasterzyskach. P. Strzyżewski dowodził w bitwie pod Jezierną (na Lwowszczyźnie, 1 lipca 1809) i pod Zagroblą (na Lwowszczyźnie, 3 lipca 1809 r.).
Miał przekazać ziemie tarnopolskie generałowi rosyjskiemu, Kochowskiemu, na mocy traktatu pokojowego z 14 października 1809 w Schönbrunnie, w którym Napoleon za udział w wojnie Rosji, przyznał jej we władanie Kraj Tarnopolski, wraz z ziemią cyrkułów zaleszczyckiego, tarnopolskiego i brzeżańskiego. Generał rosyjski natychmiast zażądał zdjęcia orłów francuskich, czemu Strzyżewski przeciwstawiał się przez dłuższy czas. W końcu rosyjski generał wystawił straże, a Strzyżewski odmaszerował do Brodów. Po zakończeniu wojny Strzyżewski udał się do Księstwa Warszawskiego.
W sumie siły płk Piotra Strzyżewskiego oblicza się na 250 kawalerzystów liniowych, 400 ochotników konnych, 300 strzelców pieszych oraz 4000 pospolitego ruszenia. W chwili wymarszu spod Zamościa 21 maja 1809, Strzyżewski dysponował ledwie jednym szwadronem kawalerii. W chwili zakończenia działań jego korpus liczył ok. 4000 piechoty i kawalerii. Zdobył cztery działa. Żołnierze byli należycie ubrani, wyekwipowani i uzbrojeni w efekty zdobyte na nieprzyjacielu. Sformowane oddziały stanowiły rdzeń w sumie trzech pułków jazdy, które potem weszły w skład armii Księstwa Warszawskiego. Za zasługi w wyzwalaniu Galicji, o otrzymał 9 października 1809 roku stopień ppłk. z przydziałem do 14 pułku kirasjerów – w armii Księstwa Warszawskiego.
20 kwietnia 1810 został przeniesiony do 16 pułku.
W 1811 r. ożenił się z Emmą Potocką, córką Seweryna Potockiego i Anny Teofili Sapiehy (córki Aleksandra Michała Sapiehy).
Zmarł 6 stycznia 1854 r. pozostawiając po sobie pamiętniki.
9 października 1809 był odznaczony polskim Krzyżem Virtuti Militari, a 5 października 1812 francuskim Krzyżem Kawalerskim Orderu Legii Honorowej.